# Station Worle
Worle is een spoorwegstation van National Rail in Worle, North Somerset in Engeland. Het station is eigendom van Network Rail en wordt beheerd door Great Western Railway. 